# 65769 Mahalia
65769 Mahalia este un asteroid din centura principală de asteroizi.

## Descriere
65769 Mahalia este un asteroid din centura principală de asteroizi. A fost descoperit pe 4 martie 1995 la Tautenburg de Freimut Börngen. Asteroidul prezintă o orbită caracterizată de o semiaxă mare de 2,97 ua, o excentricitate de 0,19 și o înclinație de 19,4° în raport cu ecliptica.